# シェルピンスキーのギャスケット

310(=59,049)個の正三角形で近似的に表したシェルピンスキーのギャスケット

シェルピンスキーのギャスケット（英: Sierpinski gasket、波: uszczelka Sierpińskiego）は、フラクタル図形の1種であり、自己相似的な無数の三角形からなる図形である。ポーランドの数学者ヴァツワフ・シェルピンスキにちなんで名づけられた。シェルピンスキーのガスケット、シェルピンスキーの三角形（波: trójkąt Sierpińskiego、英: Sierpinski triangle）、シェルピンスキーのざる（英: Sierpinski sieve）とも呼ばれる。

## 概要

作図例

ルール90を使ってシェルピンスキーのギャスケットを作図する様子

シェルピンスキーのギャスケットはフラクタル図形であるため、正確に作図することは不可能だが、以下の手順を繰り返すことで、近似的な図形を作図できる。なお、その回数を増やせば、望むところまで近似のレベルを高められる。
1. 正三角形を用意する。
2. 正三角形の各辺の中点を互いに結んでできた中央の正三角形を切り取る。
3. 残った正三角形に対して2の手順を無限に繰り返す。

上記の手順の結果できる図形がシェルピンスキーのギャスケットである。

シェルピンスキーのギャスケットの一部にズームしていく様子

ハウスドルフ次元は log 3/log 2 (≈ 1.584962…)(A020857) であり、1次元と2次元の間の値をとる。
この図形は有限の面積の中に無限の長さを包含している。シェルピンスキーのギャスケットを3次元化した場合、表面積は一定で、ハウスドルフ次元は2である。この場合、空洞部に該当する立体は正三角形を8面有する正八面体である。これはフラクタル図形の特徴の1つであり、自然界に存在する複雑な構造のうちの一部、例えば人体における血管の分岐構造や腸の内壁などが近似的なフラクタル図形を有していることの理由の1つであろうと考えられている。
シェルピンスキーのギャスケットは、以下のような方法でも作ることができる。
- 2n 行のパスカルの三角形を、奇数を黒、偶数を白で塗り分けると[注 1]、シェルピンスキーのギャスケットを近似できる。正確には、この図形の n → ∞ の極限がシェルピンスキーのギャスケットである[2]。
- 1次元のセル・オートマトンのうち、ルール90と呼ばれるものは、シェルピンスキーのギャスケットを生成する。

同様のフラクタル図形の例として、0次元と1次元の間の値をとる「カントール集合」（0.6309…次元）や、2次元と3次元の間の値をとる「メンガーのスポンジ」（2.7268…次元）などがある。